# Ester Roeck-Hansen
Ester Linnéa Roeck-Hansen, omgift Stenhammar, ogift And, född den 12 augusti 1897 i Uddevalla, död 14 juni 1987 i Oscars församling i Stockholm, var en svensk skådespelare.
Ester Roeck-Hansen var dotter till maskinmästaren Karl Oskar Andersson. Efter genomgången folkskola utbildade hon sig i Göteborg i sång och teater för Lotten Seelig 1916–1918. Hon scendebuterade 1916 hos Axel Engdahl vid Folkteatern i Göteborg och stannade där till 1918. Samma år deltog hon i Nils Arehns turné och tillhörde Hjalmar Selanders sällskap vid Nya Teatern i Göteborg. Under de närmast följande åren studerade hon teater i Tyskland och England. År 1923 återvände hon till scenen och var då engagerad hos Ernst Eklund vid Komediteatern, Blancheteatern och Vasateatern, från 1927 tillhörde hon Blancheteaterns ensemble. Där gjorde hon bemärkta framträdanden bland annat som Eleonora i Påsk och Viola i Trettondagsafton. Hon filmdebuterade 1926 i Sigurd Walléns Dollarmillionen, och hon kom att medverka i drygt tio filmer. 
Ester Roeck-Hansen var gift 1919–1946 med skådespelaren och teaterchefen Harry Roeck-Hansen. Från 1969 till sin död var hon gift med arkitekten Ulf Stenhammar (1914–2005), son till arkitekten Ernst Stenhammar och skådespelaren Anna Flygare. Hon är begravd på Norra kyrkogården i Uddevalla.

## Filmografi i urval
- 1926 – Dollarmillionen
- 1926 – Murtovarkaus
- 1931 – Hotell Paradisets hemlighet
- 1932 – Svarta rosor
- 1933 – Flickan från varuhuset
- 1944 – ...och alla dessa kvinnor
- 1945 – Kungliga patrasket
- 1947 – Sjätte budet
- 1949 – Kärleken segrar
- 1951 – Dårskapens hus
- 1952 – För min heta ungdoms skull
- 1956 – Flickan i frack

## Teater

### Roller (ej komplett)
| År   | Roll                          | Produktion                                                         | Regi               | Teater                                              |
| ---- | ----------------------------- | ------------------------------------------------------------------ | ------------------ | --------------------------------------------------- |
| 1923 | Vera Laurence, skådespelerska | Eliza stannar Henry V. Esmond                                      | Gösta Ekman        | Djurgårdsteatern                                    |
| 1923 | Fru Jack Stanley              | Din nästas fästmö Adelaide Matthews och Anne Nichols               | Ernst Eklund       | Blancheteatern                                      |
| 1924 | Totoche                       | Portieren på Maxim Yves Mirande, Gustave Quinson och Henri Geroule | Ernst Eklund       | Blancheteatern                                      |
| 1924 | Blanche                       | Det gick en ängel Jacques Bousquet och Henri Falk                  | Tollie Zellman     | Komediteatern                                       |
| 1924 | Gabrielle Avize               | Fördraget i Auteuil Louis Verneuil                                 | Einar Fröberg      | Blancheteatern                                      |
| 1925 | Lucienna Burel                | Min polska kusin Louis Verneuil                                    | Karin Swanström    | Blancheteatern                                      |
| 1925 | Laura Pasquale                | En sensation hos Mrs Beam Charles Kirkpatrick Munro                | Ernst Eklund       | Blancheteatern                                      |
| 1925 | Sybil Norton                  | Dubbelexponering Avery Hopwood                                     | Mathias Taube      | Blancheteatern                                      |
| 1925 | Totoche                       | Portieren på Maxim Yves Mirande, Gustave Quinson och Henri Geroule | Ernst Eklund       | Blancheteatern                                      |
| 1926 | Elsie                         | Kassabrist Vilhelm Moberg                                          | Erik Berglund      | Blancheteatern                                      |
| 1926 | Liane Varzay                  | I skolan igen André Birabeau                                       | Mathias Taube      | Blancheteatern                                      |
| 1926 | Miss Diana Benson             | Chou-Chou Jacques Bousqeet och Alexandre Madis                     | Einar Fröberg      | Blancheteatern                                      |
| 1927 | Madeleine le Hochet           | Buketten André Birabeau och Georges Dolley                         | Erik Berglund      | Komediteatern                                       |
| 1927 | Pam                           | Skrämda katter Margaret Mayo och Aubrey Kennedy                    | Erik Berglund      | Djurgårdsteatern                                    |
| 1927 | Mabel Monroe                  | Guldgrävare Avery Hopwood                                          | Ernst Eklund       | Djurgårdsteatern                                    |
| 1927 | Märta Lewenstern              | Håkansbergsleken Einar Holmberg                                    | Harry Roeck-Hansen | Blancheteatern                                      |
| 1927 | Laura Pasquale                | Det farliga året Rudolf Lothar och Hans Bachwitz                   | Harry Roeck-Hansen | Blancheteatern                                      |
| 1927 | Shirley Pryde                 | Livets gång Clemence Dane                                          | Harry Roeck-Hansen | Blancheteatern                                      |
| 1928 | Yvonne                        | Bobbys sista natt James Barclay                                    | Harry Roeck-Hansen | Blancheteatern                                      |
| 1928 | Gwen                          | Fanatiker Miles Malleson                                           | Harry Roeck-Hansen | Blancheteatern                                      |
| 1928 | Katarina                      | Domprosten Bomander Mikael Lybeck                                  | Harry Roeck-Hansen | Blancheteatern                                      |
| 1928 | Eliza                         | Hertiginnan av Elba Rudolf Lothar och Oscar Winterstein            | Harry Roeck-Hansen | Blancheteatern                                      |
| 1928 | Mary Dugan                    | Mary Dugans process Bayard Veiller                                 | Harry Roeck-Hansen | Blancheteatern                                      |
| 1929 | Eleonora                      | Påsk August Strindberg                                             | Harry Roeck-Hansen | Blancheteatern                                      |
| 1929 | Bobby                         | Såna barn Maxwell Anderson                                         | Erik Berglund      | Blancheteatern                                      |
| 1929 | Flickan Bella                 | Maya Simon Gantillon                                               | Harry Roeck-Hansen | Blancheteatern                                      |
| 1929 | Ann Marwin                    | S.k. kärlek Edwin J. Burke                                         | Harry Roeck-Hansen | Djurgårdsteatern                                    |
| 1929 | Sydney                        | Skiljas Clemence Dane                                              | Harry Roeck-Hansen | Blancheteatern                                      |
| 1929 | Leslie Crosbie                | Brevet W. Somerset Maugham                                         | Harry Roeck-Hansen | Blancheteatern                                      |
| 1930 | Vera Zvierloff                | Ett dubbelliv Henri-René Lenormand                                 | Harry Roeck-Hansen | Blancheteatern                                      |
| 1930 | Stella                        | Den heliga lågan W. Somerset Maugham                               | Harry Roeck-Hansen | Blancheteatern                                      |
| 1930 | Helen Hayle                   | En man till påseende Frederick Lonsdale                            | Per-Axel Branner   | Blancheteatern                                      |
| 1930 | Bodil Kragh                   | Storken Thit Jensen                                                | Harry Roeck Hansen | Blancheteatern                                      |
| 1931 | Friherrinnan                  | Bandet August Strindberg                                           | Harry Roeck-Hansen | Blancheteatern                                      |
| 1931 | Ludmilla                      | Trångt om saligheten Valentin Katajev                              | Harry Roeck-Hansen | Blancheteatern                                      |
| 1931 | Denise Chantrel               | Lidelser August Villeroy                                           | Sture Baude        | Blancheteatern                                      |
| 1931 | Margot Tatham                 | Sex appeal Frederick Lonsdale                                      | Harry Roeck-Hansen | Blancheteatern                                      |
| 1931 | Cecilia Darre                 | Vägen framåt Helge Krog                                            | Harry Roeck-Hansen | Blancheteatern                                      |
| 1931 | Bodil Kragh                   | Storken Thit Jensen                                                | Harry Roeck Hansen | Blancheteatern                                      |
| 1932 | Arina                         | Kamrat Arina står brud I.M. Wolkow                                 | Harry Roeck-Hansen | Blancheteatern                                      |
| 1932 | Daisy Sterroll                | Fallna änglar Noël Coward                                          | Sture Baude        | Blancheteatern                                      |
| 1932 | Lizzie                        | Syndafloden Henning Berger                                         | Harry Roeck-Hansen | Blancheteatern                                      |
| 1932 | Medverkande                   | Harrys bar, revy Berco och Chatham                                 | Nils Johannisson   | Blancheteatern                                      |
| 1932 | Gaby Marthe                   | Hotellrummet Pierre Rocher                                         | Harry Roeck-Hansen | Blancheteatern                                      |
| 1932 | Esther                        | Urspårad Karl Schlüter                                             | Svend Gade         | Blancheteatern                                      |
| 1933 | Maria Karzeff                 | Livet har rätt Dicte Sjögren                                       | Harry Roeck-Hansen | Blancheteatern                                      |
| 1933 | Irene Baumer                  | Hela havet stormar Ronald Mackenzie                                | Per Lindberg       | Blancheteatern                                      |
| 1933 | Viola                         | April, april eller Vad ni vill William Shakespeare                 | Per Lindberg       | Blancheteatern                                      |
| 1933 | Anne Roberts                  | Mollusken Hubert Henry Davies                                      | Harry Roeck Hansen | Blancheteatern                                      |
| 1933 | Stella Hallam                 | Vi Hallams Rose Franken                                            | Knut Martin        | Blancheteatern                                      |
| 1933 | Lenah                         | Spillror Dicte Sjögren                                             | Harry Roeck-Hansen | Blancheteatern                                      |
| 1934 | Agnete                        | Treklang Helge Krog                                                | Per Lindberg       | Blancheteatern                                      |
| 1934 | Medverkande                   | Razzia, revy Kar de Mumma                                          | Harry Roeck-Hansen | Blancheteatern                                      |
| 1934 | Lorette                       | Domino Marcel Achard                                               | Per Lindberg       | Blancheteatern                                      |
| 1934 | Elizabeth von Bernburg        | Flickor i uniform Christa Winsloe                                  | Harry Roeck Hansen | Blancheteatern                                      |
| 1935 | Maggie Cantrell               | Familjen Cantrell Louis de Geer                                    | Ester Roeck-Hansen | Blancheteatern                                      |
| 1935 | Gilda                         | Han, hon och han Noël Coward                                       | Ragnar Arvedson    | Blancheteatern                                      |
| 1935 | Jenny                         | Bizarr musik Rodney Ackland                                        | Harry Roeck-Hansen | Blancheteatern                                      |
| 1935 | Fanni Brandl                  | Gatumusikanter Paul Schurek                                        | Sigurd Magnussøn   | Blancheteatern                                      |
| 1935 | Mariella                      | Livets gyllene ögonblick Keith Winters                             | Harry Roeck-Hansen | Blancheteatern                                      |
| 1936 | Elizabeth Rimplegar           | Bättre mans barn Gertrude Friedberg                                | Harry Roeck-Hansen | Blancheteatern flyttad till Vasateatern             |
| 1936 | Isabelle                      | Därom tiger munnen Roger Martin du Gard                            | Per Lindberg       | Blancheteatern                                      |
| 1936 | Margareta                     | Den store guden Brown Eugene O'Neill                               | Per Lindberg       | Vasateatern                                         |
| 1936 | Stella                        | Han som ville bli bedragen Fernand Crommelynck                     | Per Lindberg       | Vasateatern                                         |
| 1936 | Stella de Printemps           | Getingboet G.S. Donisthorpe                                        | Harry Roeck-Hansen | Blancheteatern                                      |
| 1936 | Martha Dobie                  | De oskyldiga Lillian Hellman                                       | Harry Roeck-Hansen | Blancheteatern                                      |
| 1936 | Berättaren                    | En dotter av Kina Hsiung Shih-i                                    | Johan Falck        | Blancheteatern                                      |
| 1937 | Drottning Marthe              | Kunglighet Robert E. Sherwood                                      | Harry Roeck-Hansen | Blancheteatern                                      |
| 1937 | Kamilla Rööd                  | Hans första premiär Svend Rindom                                   | Harry Roeck-Hansen | Blancheteatern                                      |
| 1937 | Minnie                        | Min son är min David Herbert Lawrence                              | Harry Roeck-Hansen | Blancheteatern                                      |
| 1937 | Isabelle                      | Därom tiger munnen Roger Martin du Gard                            | Per Lindberg       | Blancheteatern                                      |
| 1938 | Sanchia Carson                | Min hustru doktor Carson St. John Greer Ervine                     | Harry Roeck-Hansen | Blancheteatern                                      |
| 1939 | Emma Bovary                   | Madame Bovary Gaston Baty                                          | Harry Roeck-Hansen | Blancheteatern                                      |
| 1939 | Léonie                        | Vanartiga föräldrar Jean Cocteau                                   | Harry Roeck-Hansen | Blancheteatern                                      |
| 1939 | Karen Selby                   | Vibrationer Charles Morgan                                         | Harry Roeck-Hansen | Blancheteatern                                      |
| 1940 | Clare Fleming                 | Tony ritar en häst Lesley Storm                                    | Harry Roeck-Hansen | Blancheteatern                                      |
| 1940 | Janet Ormund                  | Här har jag varit förut John Boynton Priestley                     | Harry Roeck-Hansen | Blancheteatern                                      |
| 1940 | Alice                         | Duo Paul Géraldy och Colette                                       | Harry Roeck Hansen | Blancheteatern                                      |
| 1940 | Linda Esterbrook              | Plats för leende S. N. Behrman                                     | Harry Roeck Hansen | Blancheteatern                                      |
| 1941 | Jelena                        | Onkel Vanja Anton Tjechov                                          | Harry Roeck-Hansen | Blancheteatern                                      |
| 1941 | Ester                         | På solsidan Helge Krog                                             | Hans Jacob Nilsen  | Blancheteatern                                      |
| 1941 | Nancy Bird                    | Ung kärlek (Young Love) Samson Raphaelson                          | Per-Axel Branner   | Nya Teatern                                         |
| 1941 | Enid Fuller                   | Skilda språk Samuel Nathaniel Behrman                              | Harry Roeck-Hansen | Blancheteatern                                      |
| 1941 | Ellen                         | Midsommardröm i fattighuset Pär Lagerkvist                         | Per Lindberg       | Blancheteatern                                      |
| 1942 | Candida                       | Candida George Bernard Shaw                                        | Harry Roeck-Hansen | Blancheteatern                                      |
| 1942 | Vasilissa                     | På livets botten Maksim Gorkij                                     | Jura Tamkin        | Blancheteatern                                      |
| 1942 | Cattrin                       | Sol i dimma Emlyn Williams                                         | Harry Roeck-Hansen | Blancheteatern                                      |
| 1942 | Katherine Markham             | Väninnor John Van Druten                                           | Harry Roeck-Hansen | Blancheteatern                                      |
| 1943 | Monika Hard                   | Rus Rudolf Värnlund                                                | Per Lindberg       | Blancheteatern                                      |
| 1943 | Suzanne Darcourt              | Jag är sjutton år Paul Vandenberghe                                | Harry Roeck-Hansen | Blancheteatern                                      |
| 1943 | Regina                        | De små rävarna Lillian Hellman                                     | Harry Roeck-Hansen | Blancheteatern                                      |
| 1944 | Aronetta Gibbs                | Det ljusnar vid 7-tiden Paul Osborn                                | Harry Roeck-Hansen | Blancheteatern                                      |
| 1944 | Ljubov Andrejevna             | Körsbärsträdgården Anton Tjechov                                   | Harry Roeck-Hansen | Blancheteatern                                      |
| 1944 | Marie Dickensen               | Med clippern västerut Elmer Rice                                   | Helge Hagerman     | Blancheteatern                                      |
| 1944 | Daisy Sage                    | Det evigt manliga Philip Barry                                     | Harry Roeck-Hansen | Blancheteatern                                      |
| 1944 | Oparre                        | Den obetvingade segern Maxwell Anderson                            | Sam Besekow        | Blancheteatern                                      |
| 1945 | Emily Hazen                   | Det blåser en vind Lillian Hellman                                 | Harry Roeck-Hansen | Blancheteatern                                      |
| 1945 | Claie Woodruff                | När kvinnor mötas Rachel Crothers                                  | Sam Besekow        | Blancheteatern                                      |
| 1946 | Fru Helene Alving             | Gengångare Henrik Ibsen                                            | Harry Roeck-Hansen | Blancheteatern                                      |
| 1946 | Grace                         | Pat regerar Jerome Chodorov och Joseph Fields                      | Håkan Westergren   | Blancheteatern                                      |
| 1946 | Clarisse                      | Vår i september Jean Jacques Bernard                               | Gunnar Olsson      | Blancheteatern                                      |
| 1946 | Fru Clandon                   | Man kan aldrig veta George Bernard Shaw                            | Harry Roeck-Hansen | Blancheteatern                                      |
| 1947 | Sickan                        | Krigsmans erinran Herbert Grevenius                                | Henrik Dyfverman   | Blancheteatern                                      |
| 1947 | Fru Wahrman                   | Han träffas inte här Gustaf Hellström                              | Ernst Eklund       | Blancheteatern Senare flyttad till Lisebergsteatern |
| 1949 | Alice                         | Dödsdansen August Strindberg                                       | Gunnar Olsson      | Blancheteatern                                      |
| 1949 | Inger Klerck                  | De fem fåglarna Staffan Tjerneld                                   | Björn Berglund     | Blancheteatern                                      |
| 1952 | Alicia                        | Gigi Anita Loos                                                    | Per-Axel Branner   | Nya Teatern                                         |
| 1953 | Constance Russell             | Hustruleken Louis Verneuil                                         | Gösta Cederlund    | Vasateatern                                         |
| 1957 | Fru St. Maugham               | Kritträdgården Enid Bagnold                                        | Ingrid Luterkort   | Norrköping-Linköping stadsteater                    |

### Regi
| År   | Produktion        | Upphovsmän    | Teater         |
| ---- | ----------------- | ------------- | -------------- |
| 1935 | Familjen Cantrell | Louis de Geer | Blancheteatern |

## Rollfoton

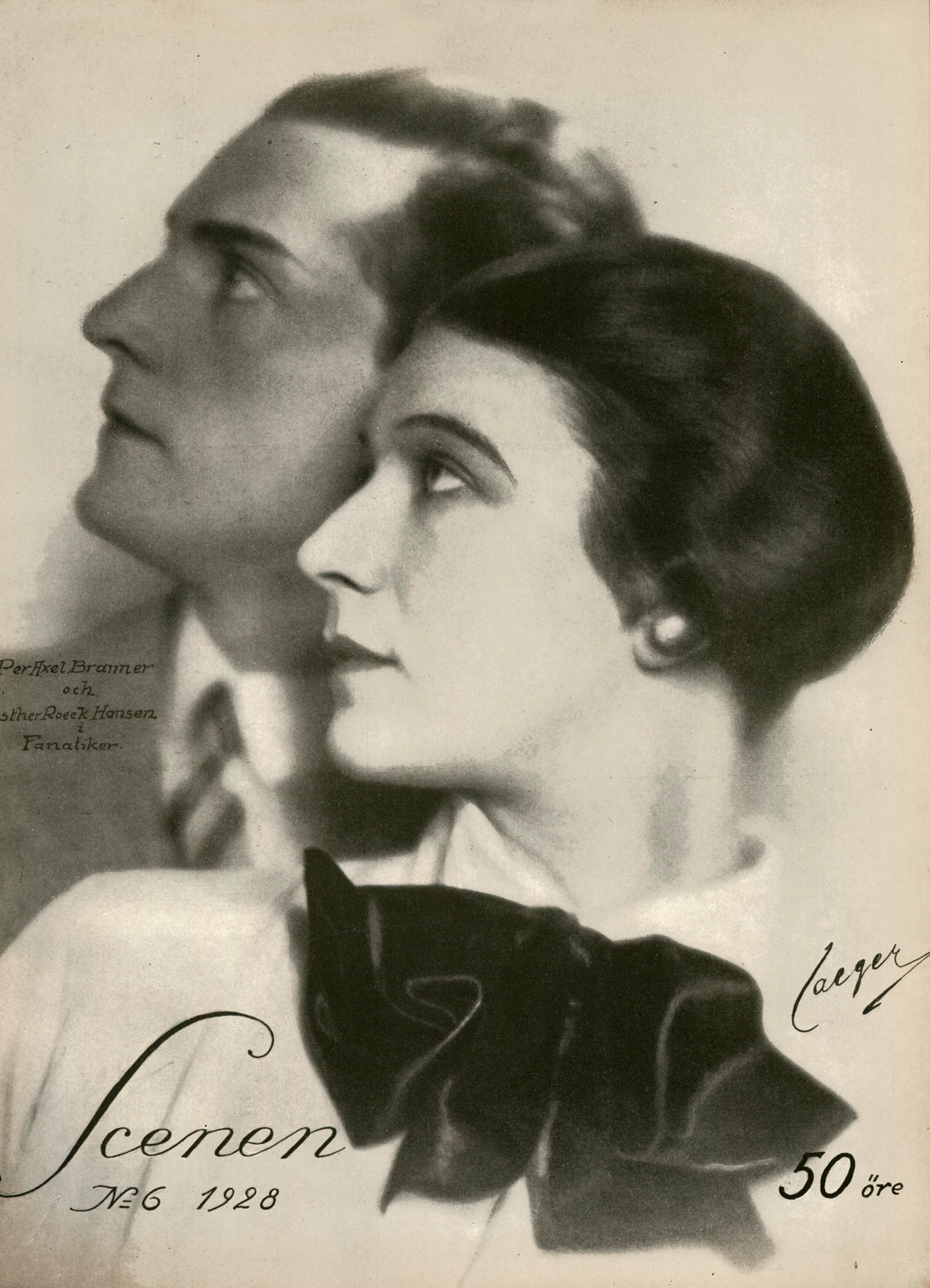
Per-Axel Branner mot Ester Roeck-Hansen i komedin Fanatiker. Foto på omslaget till Scenen 1928.